# Эккбах
Эккбах (нем. Eckbach) — река в Германии, протекает по земле Рейнланд-Пфальц. Площадь бассейна реки составляет 217,847 км². Длина реки — 39,27 км. Приток Рейна.
Вдоль реки проходит пешеходная Мельничная тропа; расположены замки Альтлайнинген, Нойлайнинген и Баттенберг.

## Название
Eck — «река», восходит к ache, древневерхненемецкое aha. Часть -bach — «река» — была добавлена к названию для определённости баварскими картографами в 1816 году.